# Tillakori-Medrese

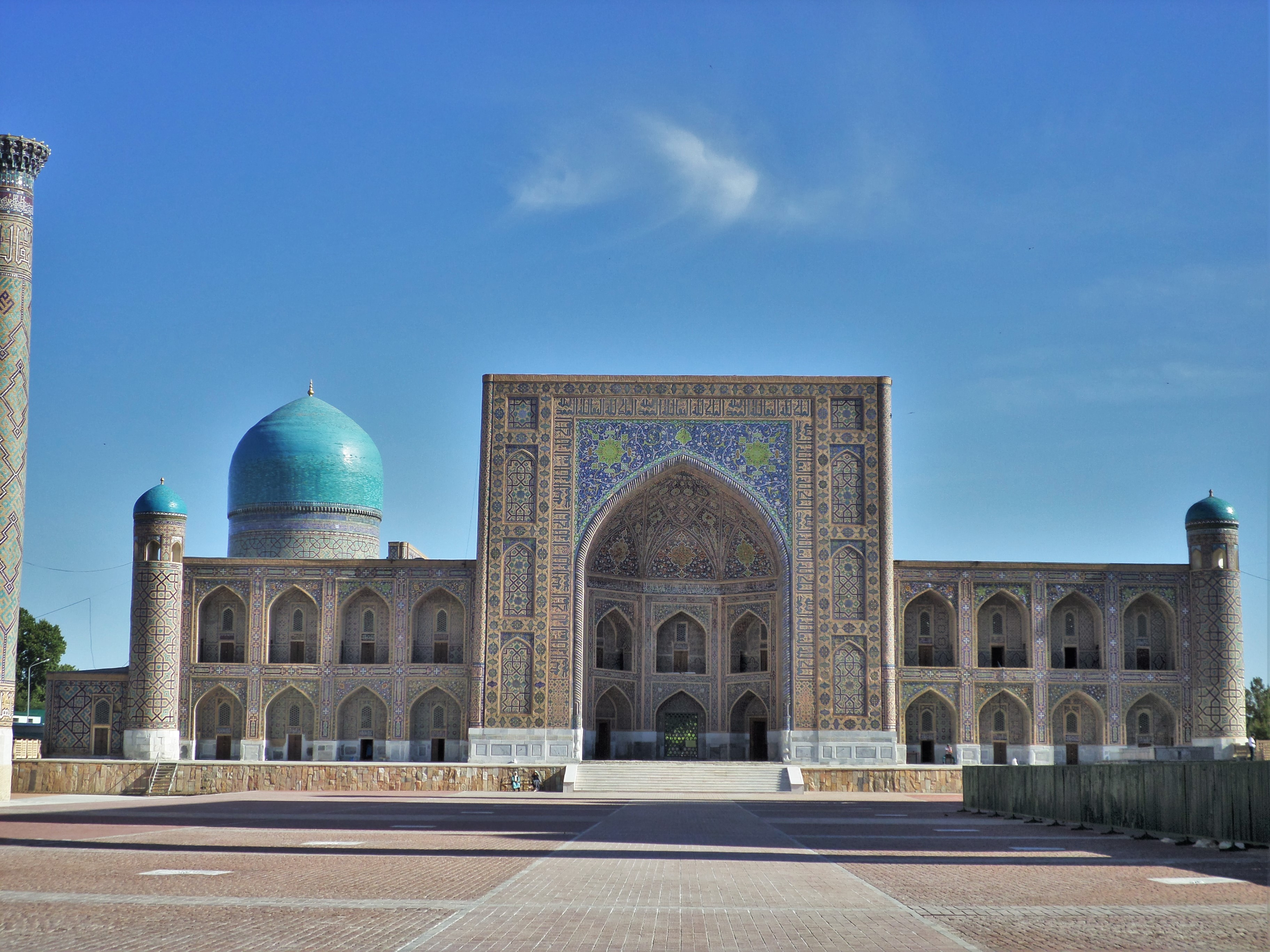
Tillakori-Medrese

Die Tillakori-Medrese (usbekisch Tillakori madrasasi) ist die nördliche der drei Medresen am Registan-Platz in der usbekischen Stadt Samarkand.

## Beschreibung
Sie ist die mittlere der drei Medresen des Registan-Ensembles. Ihre Frontfassade zeigt Richtung Süden. Zehn Jahre nach dem Bau der Scherdor-Medrese wurde die Tillakori-Medrese (von persisch مدرسهٔ طلا كارى, DMG Madrasa-i Ṭilā-Kārī, ‚vergoldete Medresse‘) in den Jahren 1646 bis 1660 erbaut. Diese Einrichtung diente nicht nur zur Ausbildung der Studenten, sondern war lange Zeit eine der wichtigsten Moscheen, was man an der blauen Kuppel auf der linken Seite erkennen kann.
Die Tillakori-Medrese hat eine zweistöckige Hauptfassade, einen großen weiten Hof, an dessen Rand sich kleine Wohnräume (Hudzri) befinden, und vier Flure, die sich um die Achse ausgebreitet haben. Das Moscheegebäude befindet sich im westlichen Teil des Hofes. Der Hauptsaal der Moschee ist reich vergoldet.